# Långtjärnen (Sorsele socken, Lappland, 724778-158033)
Långtjärnen är en sjö i Sorsele kommun i Lappland och ingår i Umeälvens huvudavrinningsområde.